# Canggou
Canggou (kinesiska: 沧沟) är en socken i sydvästra Kina. Den ligger i stadsdistriktet Wulong i storstadsområdet Chongqing, omkring 140 kilometer öster om det centrala stadsdistriktet Yuzhong. Antalet invånare är 8 497. Befolkningen består av 3 952 kvinnor och 4 545 män. Barn under 15 år utgör 24,0 %, vuxna 15-64 år 62 %, och äldre över 65 år 13,0 %.